# Ghiacciaio Matterhorn
Il ghiacciaio Matterhorn è un ghiacciaio lungo circa 8 km situato nella regione centro-occidentale della Dipendenza di Ross, in Antartide. Il ghiacciaio, il cui punto più alto si trova a circa 1450 m s.l.m., si trova in particolare nella zona orientale della dorsale Asgard, dove fluisce verso sud-est partendo dal versante meridionale del picco Vogler e scorrendo tra il versante occidentale del monte Matterhorn e quello orientale del monte J. J. Thomson, parallelamente al ghiacciaio Lacroix, a est, e al ghiacciaio Rhone, a ovest, fino ad arrivare al bordo del versante nord-occidentale della valle di Taylor. Pur non arrivando direttamente sul fondo di quest'ultima, con il suo scioglimento stagionale il ghiacciaio alimenta alcuni dei laghi glaciali lì presenti.

## Storia
Il ghiacciaio Matterhorn è stato mappato dalla squadra occidentale della spedizione Terra Nova, condotta dal 1910 al 1913 e comandata dal capitano Robert Falcon Scott, tuttavia è stato così battezzato solo in seguito dal geologo statunitense Troy L. Pewe, il quale nel dicembre 1957 fu il primo a effettuare diversi studi sul ghiacciaio, in omaggio al monte Cervino (chiamato "Matterhorn" in tedesco).